# 潇湘街道 (曲靖市)
潇湘街道是中华人民共和国云南省曲靖市麒麟区下辖的一个街道办事处。

## 行政区划
潇湘街道下辖以下村级行政区划单位：
南城门社区、阳光社区、金麟社区、红庙社区、潇湘村、冷家屯村、石灰窑村、文明村、沙坝村。